# ایمی بث هیس
ایمی بث هیس (انگلیسی: Amy Beth Hayes؛ زادهٔ ۱۰ اوت ۱۹۸۲) بازیگر اهل بریتانیا است.
از فیلم‌ها یا مجموعه‌های تلویزیونی که وی در آن‌ها نقش داشته‌است، می‌توان به دکتر هو، همه تاریخچه تو، بی‌حیا، لیلیهامر، آقای سلفریج و بریجرتون اشاره نمود.